# Vrchpodžiar

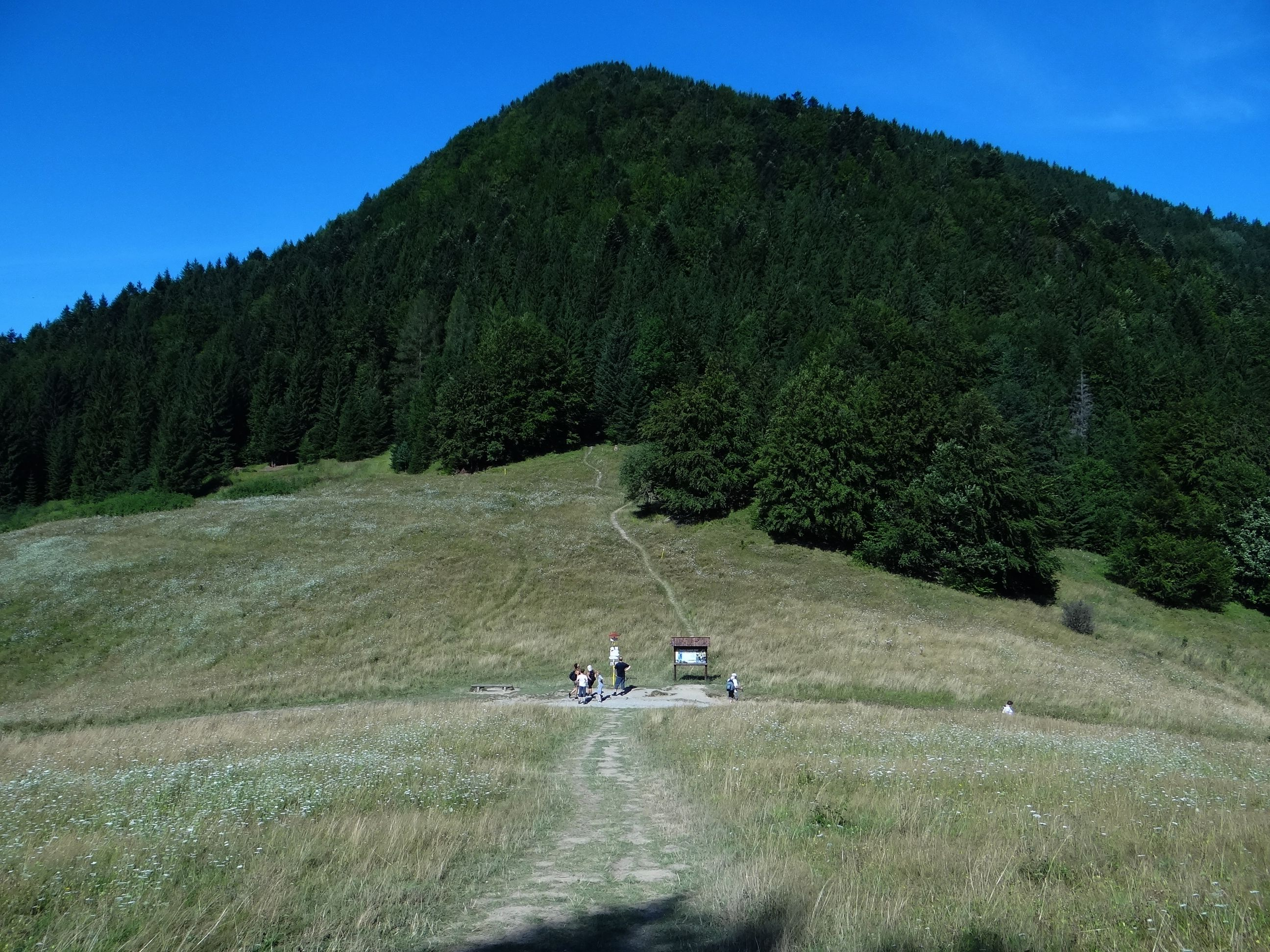
Przełęcz Vrchpodžiar i Boboty

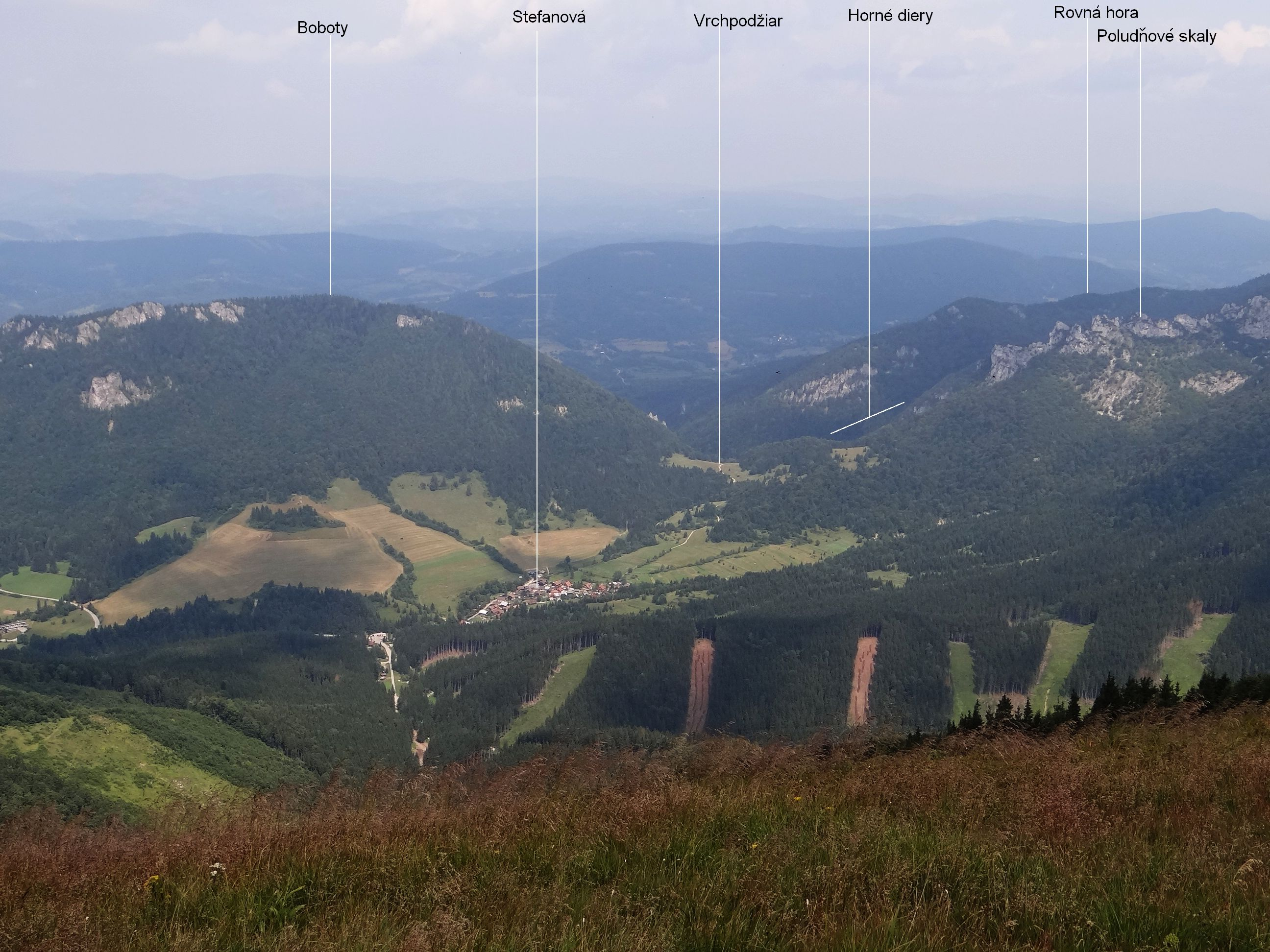
Widok z południowej strony

Vrchpodžiar (745 m) – głęboka przełęcz we wschodniej (tzw. Krywańskiej) części Małej Fatry na Słowacji, na terenie Parku Narodowego Mała Fatra.

## Położenie
Leży w bocznym grzbiecie tej części Małej Fatry. Oddziela rozległy masyw Wielkiego Rozsutca na wschodzie od masywu Bobotów na zachodzie. Od szczytu Wielkiego Rozsutca spada nad przełęcz skalisty grzebień Południowych Skał (słow. Poludňové skaly). W kierunku południowym, ku Dolinie Nowej, spływa spod przełęczy drobny ciek wodny, uchodzący w Stefanowej (słow. Štefanová) do Stohovego potoku. Po północnej stronie przełęczy, tuż poniżej jej siodła, leży kotlinka Podžiar (715 m), w której znajduje się górny wylot wąwozu zwanego Dolnymi dierami oraz początek Hornych dier, przez które przepływa Dierový potok.

## Flora
Przełęcz pokrywają łąki górskie, będące wytworem bardzo intensywnie funkcjonującego tu kiedyś pasterstwa. W drugiej połowie lat 70. XX w. w kotlince Podžiar funkcjonował jeszcze szałas, a spasane przez owce łąki utrzymywały jeszcze swój areał. Obecnie łąki zaczynają zarastać, a w dawnej bacówce w sezonie letnim jest czynny bufet turystyczny.

## Turystyka
Turystyczne udostępnienie wąwozu Dolnych Dier umożliwiło łatwe i szybkie przejście z osady Štefanová we Vrátnej dolinie do doliny Białego Potoku (słow. Biely potok) u północnych podnóży Małej Fatry i biegnącej nią drogi z Terchovej do Zázrivej. Dzięki temu oraz udostępnieniu Hornych dier sam Podžiar i jego przełęcz są obecnie jednym z najruchliwszych punktów na mapie turystycznej Małej Fatry.
 Štefanová –  Vrchpodžiar – Podžiar –  Nové diery – Ostrvné. Czas przejścia z Vrchpodžiaru: do   Štefanovej 20 min., ↓ 30 min, do Ostrvnégo 25 min, ↓ 35 min.
 Tiesňavy – Boboty – Vrchpodžiar – Pod Palenicou – Pod Tanečnicou – Medzirozsutce. Czas przejścia z Vrchpodžiaru: do Tiesnav 2.10 h, ↓ 2.20 h, na Medzirozsutce 1.50 h, ↓ 1.35 h